# 金州湾
39°07′N 121°38′E / 39.117°N 121.633°E
金州湾位于中国辽宁省南部，北起大连市金州区大魏家镇荞麦山、葫芦套一带，南至甘井子区黄龙尾咀，南隔金州地峡与大连湾相距5公里。海湾呈椭圆形，岸线长约74公里，湾口南北宽28公里，纵深15公里，面积约7453平方公里，湾东部水深3～5米，西部5～9米。正在建设的大连新机场位于金州湾地区。